# Eriocaulon philippo-coburgii
Eriocaulon philippo-coburgii là một loài thực vật có hoa trong họ Eriocaulaceae. Loài này được Szyszyl. ex Wawra mô tả khoa học đầu tiên năm 1888.